# Saré Yoba Diéga
Saré Yoba Diéga (ou Sare Yoba Diega) est une localité du sud du Sénégal située dans le département de Kolda et la région de Kolda, en Haute-Casamance. Proche de la Guinée-Bissau, elle est traversée par la route nationale N6 qui relie Ziguinchor à Kolda. 
Le village a été érigé en commune en juillet 2008. 
Selon une source officielle, Saré Yoba Diéga compte 1 440 habitants et 133 ménages. 
À vol d'oiseau, les localités les plus proches sont Saré Dioura Sintian, Saré Olomkounda, Kandio Kamako, Saré Bakou, Saré Amadi, Hamdalaye Abiou, Saré Sambatako. 